# Faculté de science politique et de droit de l'Université du Québec à Montréal
La Faculté de science politique et de droit de l'Université du Québec à Montréal est la faculté qui englobent le département des sciences juridiques et le département de science politique. 
Le département des sciences juridiques offre le Baccalauréat en droit (LL.B.) dans un cursus à temps plein ou à temps partiel, permettant aux diplômés d'exercer le droit au Québec, Canada, aux États-Unis, en Europe continentale, en Asie de l'Est et en Amérique latine. Le baccalauréat de premier cycle permet l'accès aux professions d'avocat et de notaire au Québec. La Faculté offre également la Maîtrise en droit (LL.M.) et le Doctorat en Droit Civil (L. L. D.). Il est à noter que l'Université du Québec à Montréal n'offre pas une maitrise en droit notarial. Selon la Chambre des notaires, seulement quatre universités offrent la maitrise en droit notarial (LL.M) : l'Université Laval, l'Université de Montréal, l'Université de Sherbrooke et l'Université d'Ottawa. 
Le département de science politique offre le Baccalauréat en science politique (B.A), la maitrise en science politique (M.A) et le doctorat en science politique (Ph.D). Le programme de baccalauréat en science politique conduit à des emplois dans un très grand nombre de domaines, allant des médias à la fonction publique, des organisations communautaires ou privées à la politique active ou encore à l'enseignement. Les études en sciences politique ne donnent pas l'accès à l'école du barreau du Québec pour devenir avocat ou notaire. 